# Ministerstwo Obrony (Białoruś)
Ministerstwo Obrony Republiki Białorusi (biał. Міністэрства абароны Рэспублікі Беларусь; ros. Министерство обороны Республики Беларусь) – białoruski organ administracji państwowej odpowiedzialny za politykę obronną państwa, kierowanie i kontrolowanie Sił Zbrojnych Republiki Białorusi oraz za szkolnictwo wojskowe.
Częścią organizacyjną Ministerstwa Obrony jest Sztab Generalny Sił Zbrojnych Republiki Białorusi.

## Zadania ministerstwa
Do głównych zadań ministerstwa należy kształtowanie polityki obronnej państwa, w tym doktryny wojskowej oraz udział w ich realizacji, tworzenie projektów regulacji prawnych w dziedzinie obronności i kontrola ich wdrażania, koordynacja działań organów państwowych i innych organizacji w sprawach obronnych. Ministerstwo w razie konieczności zapewnia mobilizację oraz odpowiada za użycie wojsk białoruskich. Ma także za zadanie utrzymanie gotowości bojowej Sił Zbrojnych Republiki Białorusi, poprzez zapewnienie szkoleń oraz wyposażenia. Odpowiada również za szkolnictwo wojskowe oraz zabezpieczenie socjalne obecnych i byłych pracowników wojska. Realizuje także politykę ideologiczną państwa w siłach zbrojnych.

## Historia
Ministerstwo powstało po uzyskaniu przez Białoruś niepodległości. Pierwszym białoruskim ministrem obrony został w 1991 dowódca Białoruskiego Okręgu Wojskowego Sił Zbrojnych ZSRR gen. pułk. Piotr Czawus (niektóre źródła za pierwszego ministra uznają następcę gen. Czawusa, mianowanego 22 kwietnia 1992 gen. pułk. Pawła Kazłouskiego). Dwóch ministrów nie było Białorusinami – Alaksandr Czumakou jest z pochodzenia Rosjaninem, a Juryj Żadobin Ukraińcem.
Od 2022 roku Ministerstwo Obrony Republiki Białorusi podlega sankcjom Unii Europejskiej, Stanów Zjednoczonych, Szwajcarii, Ukrainy i Japonii. Kanada dołączyła do sankcji w sierpniu 2023 roku.

### Ministrowie
nazwiska podano w transkrypcji z języka białoruskiego
- gen. pułk. Piotr Czawus (1991–1992)
- gen. pułk. Paweł Kazłouski (1992–1994)
- gen. pułk. Anatol Kascenka (1994–1995)
- gen. pułk. Leanid Malcau (1995–1996)
- gen. pułk. Alaksandr Czumakou (1996–2001)
- gen. pułk. Leanid Malcau (2001–2009)
- gen. por. Juryj Żadobin (2009–2014)
- gen. por. Andrej Raukou (2014–2020)
- gen. maj. Wiktar Chrenin (2020–nadal)[4][5]

## Kierownictwo
Minister obrony jest powoływany przez prezydenta Republiki Białorusi. Z urzędu zasiada w Radzie Bezpieczeństwa Republiki Białorusi. Jest on bezpośrednio podporządkowany prezydentowi Republiki Białorusi oraz w niektórych kwestiach premierowi Republiki Białorusi. Pierwszym wiceministrem obrony jest z urzędu szef sztabu generalnego Sił Zbrojnych Republiki Białorusi. Wiceministrowie, w tym szef sztabu generalnego, są powoływani przez prezydenta na wniosek ministra obrony.

### Obecne kierownictwo
nazwiska podano w transkrypcji z języka białoruskiego; stan na 26 lipca 2020
- gen. maj. Wiktar Chrenin – minister obrony
- gen. maj. Alaksandr Walfowicz – pierwszy wiceminister obrony; szef sztabu generalnego Sił Zbrojnych Republiki Białorusi
- gen. maj. Siarhiej Patapienka – wiceminister obrony
- gen. maj. Siarhiej Simanienka – wiceminister obrony ds. uzbrojenia; szef uzbrojenia Sił Zbrojnych Republiki Białorusi
- gen. maj. Andrej Burdyka – wiceminister obrony ds. logistyki; szef logistyki Sił Zbrojnych Republiki Białorusi[8]

### Kierownictwo w latach 2017–2020
- gen. por. Andrej Raukou – minister obrony
- gen. maj. Aleh Biełakonieu – pierwszy wiceminister obrony; szef sztabu generalnego Sił Zbrojnych Republiki Białorusi
- gen. maj. Siarhiej Patapienka – wiceminister obrony
- gen. maj. Siarhiej Simanienka – wiceminister obrony ds. uzbrojenia; szef uzbrojenia Sił Zbrojnych Republiki Białorusi
- gen. maj. Andrej Burdyka – wiceminister obrony ds. logistyki; szef logistyki Sił Zbrojnych Republiki Białorusi[9]

## Siedziba
Ministerstwo Obrony Republiki Białorusi mieści się w budynku przy ul. Komunistycznej 1, na nadświsłockim wzniesieniu. Od XIV w. znajdował się w tym miejscu klasztor prawosławny. W XV w. został on poważnie uszkodzony przez pożar. Następnie odbudowany dzięki bogatej darowiźnie przekazanej przez wielką księżną litewską Helenę Moskiewską (żonę króla Polski Aleksandra Jagiellończyka). Był to wówczas największy i najbardziej wpływowy klasztor prawosławny w Mińsku. W 1596 w wyniku unii brzeskiej został klasztorem unickim. Klasztor został zniesiony przez władze carskie w 1839 i w kolejnych latach mieścił lazaret. W 1867 w budynku otwarto prawosławną szkołę religijną oraz odnowiono przyklasztorną cerkiew, nazywaną przez mińszczan białą cerkwią (od tej nazwy położona przy budynku ulica do czasów rewolucji październikowej nazywała się Białocerkiewna).
Po rewolucji październikowej zburzono świątynię oraz zlikwidowano szkołę. W kompleksie dawnego klasztoru ulokowano Wydział Medyczny Białoruskiego Uniwersytetu Państwowego. Pod koniec lat 40. XX w. zespół poklasztorny został przebudowany i stał się siedzibą dowództwa Białoruskiego Okręgu Wojskowego Sił Zbrojnych ZSRS. Po upadku Związku Sowieckiego budynek stał się siedzibą Ministerstwa Obrony Republiki Białorusi.